# Eublemma nelvai
Eublemma nelvai is een vlinder uit de familie van de spinneruilen (Erebidae). De wetenschappelijke naam van deze soort werd voor het eerst voorgesteld door Lionel Walter Rothschild in een publicatie uit 1920.
De soort komt voor in Algerije.